# Разун-Антерсельва
Разун-Антерсельва (нем. Rasen-Antholz, итал. Rasun-Anterselva) — коммуна в Италии, расположена в провинции, области Трентино — Альто-Адидже. Входит в район Пустерталь (нем. Bezirksgemeinschaft Pustertal, итал. Comunità Comprensoriale Valle Pusteria). Находится на границе с Австрией, в 110 км к северо-востоку от Тренто и в 60 км к северо-востоку от Больцано.
Граничит с коммунами Брунико, Валле-ди-Казиес, Перка, Вальдаора, Кампо-Турес, Монгуэльфо-Тезидо и Санкт-Якоб-ин-Деферегген.
Покровителем коммуны почитается святой апостол и евангелист Иоанн Богослов, празднование 27 декабря.

## Населённые пункты
- Антхольц-Миттерталь (Антерсельва-ди-Меццо, нем. Antholz Mittertal, итал. Anterselva di Mezzo)
- Антхольц-Нидерталь (Антерсельва-ди-Сотто, нем. Antholz Niedertal, итал. Anterselva di Sotto)
- Антхольц-Оберталь (Антерсельва-ди-Сопра, нем. Antholz Obertal, итал. Anterselva di Sopra)
- Нидерразен (Разун-ди-Сотто, нем. Niederrasen, итал. Rasun di Sotto) — административный центр коммуны
- Нойнхойзерн (Нове-Казе, нем. Neunhäusern, итал. Nove Case)
- Оберразен (Разун-ди-Сопра, нем. Oberrasen, итал. Rasun di Sopra)

## Население
Население составляет 2776 человек (на 31 декабря 2004 года), плотность населения составляет 23 чел./км², занимает площадь 121,1 км². Подавляющее большинство населения (97,7 %) говорит на немецком языке, 2,31 % говорит на итальянском, 0,2 % на ладинском.

## Спорт
В коммуне находится стадион «Зюдтироль-Арена» (нем. Südtirol Arena, итал. Arena Alto Adige), который регулярно (22 раза за 26 лет) принимает этапы Кубка мира по биатлону. На трассе Антхольца 6 раз проходили чемпионаты мира по биатлону (1975, 1976, 1983, 1995, 2007, 2020).